# Las Navas
Las Navas is een gemeente in de Filipijnse provincie Northern Samar op het eiland Samar. Bij de laatste census in 2007 had de gemeente ruim 32 duizend inwoners.

## Geografie

### Bestuurlijke indeling
Las Navas is onderverdeeld in de volgende 53 barangays:
| - Balugo - Bugay - Bugtosan - Bukid - Bulao - Caputoan - Catoto-ogan - Cuenco - Dapdap - Del Pilar - Dolores - Epaw - Geguinta - Geracdo - Guyo - H. Jolejole - H. Jolejole District - Hangi | - Imelda - L. Empon - Lakandula - Lourdes - Lumala-og - Mabini - Macarthur - Magsaysay - Matelarag - Osmeña - Paco - Palanas - Perez - Poponton - Quezon - Quirino - Quirino District - Rebong | - Rizal - Roxas - Rufino - Sag-od - San Andres - San Antonio - San Fernando - San Francisco - San Isidro - San Jorge - San Jose - San Miguel - Santo Tomas - Tagab-iran - Tagan-ayan - Taylor - Victory |

## Demografie
Las Navas had bij de census van 2007 een inwoneraantal van 32.197 mensen. Dit zijn 2.851 mensen (9,7%) meer dan bij de vorige census van 2000. De gemiddelde jaarlijkse groei komt daarmee uit op 1,29%, hetgeen lager is dan het landelijk jaarlijks gemiddelde over deze periode (2,04%). Vergeleken met de census van 1995 is het aantal mensen met 7.166 (28,6%) toegenomen.

De bevolkingsdichtheid van Las Navas was ten tijde van de laatste census, met 32.197 inwoners op 282,61 km², 113,9 mensen per km².